# Аллен Джонсон
Аллен Джонсон (англ. Allen Johnson; нар. 1 березня 1971, Вашингтон, США) — американський легкоатлет, що спеціалізується на бігу з бар'єрами, олімпійський чемпіон 1996 року, чотириразовий чемпіон світу.

## Кар'єра
| Рік             | Змагання                              | Місто                      | Місце           | Дисципліна        | Примітки        |
| Представник США | Представник США                       | Представник США            | Представник США | Представник США   | Представник США |
| --------------- | ------------------------------------- | -------------------------- | --------------- | ----------------- | --------------- |
| 1994            | Кубок світу IAAF                      | Лондон, Велика Британія    | 2               | 110 м з бар'єрами | 13.29           |
| 1995            | Чемпіонат світу в приміщенні          | Барселона, Іспанія         | 1               | 60 м з бар'єрами  | 7.39            |
| 1995            | Чемпіонат світу                       | Гетеборг, Швеція           | 1               | 110 м з бар'єрами | 13.00           |
| 1995            | Фінал Гран-прі IAAF                   | Монте-Карло, Монако        | 2               | 110 м з бар'єрами | 13.09           |
| 1996            | Олімпійські ігри                      | Лос-Анджелес, США          | 1               | 110 м з бар'єрами | 12.95           |
| 1997            | Чемпіонат світу                       | Афіни, Греція              | 1               | 110 м з бар'єрами | 12.93           |
| 1999            | Чемпіонат світу                       | Севілья, Іспанія           | —               | 110 м з бар'єрами | DNS             |
| 2000            | Олімпійські ігри                      | Сідней, Австралія          | 4               | 110 м з бар'єрами | 13.23           |
| 2001            | Чемпіонат світу                       | Едмонтон, Канада           | 1               | 110 м з бар'єрами | 13.04           |
| 2001            | Фінал Гран-прі IAAF                   | Мельбурн, Австралія        | 2               | 110 м з бар'єрами | 13.28           |
| 2002            | Кубок світу IAAF                      | Мадрид, Іспанія            | 2               | 110 м з бар'єрами | 13.45           |
| 2003            | Чемпіонат світу в приміщенні          | Бірмінгем, Велика Британія | 1               | 60 м з бар'єрами  | 7.47            |
| 2003            | Чемпіонат світу                       | Париж, Франція             | 1               | 110 м з бар'єрами | 13.12           |
| 2003            | Всесвітній легкоатлетичний фінал IAAF | Монте-Карло, Монако        | 1               | 110 м з бар'єрами | 13.11           |
| 2004            | Чемпіонат світу в приміщенні          | Будапешт, Угорщина         | 1               | 60 м з бар'єрами  | 7.36            |
| 2004            | Олімпійські ігри                      | Афіни, Греція              | —               | 110 м з бар'єрами | DNF             |
| 2004            | Всесвітній легкоатлетичний фінал IAAF | Монте-Карло, Монако        | 1               | 110 м з бар'єрами | 13.16           |
| 2005            | Чемпіонат світу                       | Гельсінкі, Фінляндія       | 3               | 110 м з бар'єрами | 13.10           |
| 2005            | Всесвітній легкоатлетичний фінал IAAF | Монте-Карло, Монако        | 1               | 110 м з бар'єрами | 13.09           |
| 2006            | Всесвітній легкоатлетичний фінал IAAF | Штутгарт, Німеччина        | 3               | 110 м з бар'єрами | 13.01           |
| 2007            | Всесвітній легкоатлетичний фінал IAAF | Штутгарт, Німеччина        | 6               | 110 м з бар'єрами | 13.36           |
| 2008            | Чемпіонат світу в приміщенні          | Валенсія, Іспанія          | 2               | 60 м з бар'єрами  | 7.55            |